# Björn Runge
Björn Lennart Runge (Lysekil, 21 de junio de 1961) es un director de cine y autor sueco.  

## Biografía
Runge trabajó desde los 20 años, trabajando para prestigiosos directores como Roy Andersson, entre otros. Se graduó en el Dramatiska Institutet de Estocolmo en 1989.
En 1991, trabajó en el multipremiado corto Greger Olsson köper en bil, y en 2004, ganó el Premio Guldbagge como mejor director por su film Om jag vänder mig om. El largometraje también ganó el premio Blue Angel en el Festival de Berlín de ese mismo año.
En 2006, fue nominado al Nordic Council Film Prize por su largometraje Mun mot mun con la producción de Clas Gunnarson. La película trata sobre una familia en crisis cuando su hija Vera llega a casa con Morgan, un viejo criminal. Su padre, Mats, lucha desesperadamente para recuperar a su hija.
Runge ha dirigido varios cortometrajes y producciones televisivas. En 2017, Runge dirigió la elogiada película dramática "La buena esposa", protagonizada por Glenn Close, Jonathan Pryce, Christian Slater, Annie Starke y Max Irons. Close ganó los premios de los Globos de Oro, SAG y Santa Barbara Int Film festival a la mejor actriz principal en 2018, entre otros.

## Filmografía
- Festen, codirigida con Lena Koppel (1984)
- Skymningsjägare  (1985)
- Steward Gustafssons julafton (1985)
- Brasiliens röda kaffebär (1986)
- Intill den nya världens kust (1987)
- Maskinen (1988)
- Mördaren (1989)
- Vinden (1989)
- Vart skall jag fly för ditt ansikte, codirigida con Jimmy Karlsson (1989)
- Morgonen (1990)
- Greger Olsson köper en bil (1990)
- Ögonblickets barn (1991)
- En dag på stranden (1994)
- Sverige in Memorian, codirigida con Lena Dahlberg (1994)
- Harry & Sonja (1996)
- Vulkanmannen (1997)
- Raymond (1999)
- Anderssons älskarinna (TV series) (2001)
- Al final del día (Om jag vänder mig om) (2003)
- Mouth to Mouth (Mun mot mun) (2005)
- Happy End (2011)
- La buena esposa (The Wife) (2017)